# Elleanthus oliganthus
Elleanthus oliganthus är en orkidéart som först beskrevs av Eduard Friedrich Poeppig och Stephan Ladislaus Endlicher, och fick sitt nu gällande namn av Heinrich Gustav Reichenbach. Elleanthus oliganthus ingår i släktet Elleanthus och familjen orkidéer. Inga underarter finns listade i Catalogue of Life.